# Termalno vrelo
Termalno vrelo, termalni izvor, izvor tople vode ili izvor ljekovite termalne vode posebna je vrsta izvora, iz kojeg izvire topla (termalna) voda koja je često obogaćena mineralima. 
Definicija termalnog izvora označava da voda mora biti najmanje 8,3 °C toplija od okolne temperature zraka.
Voda ze zagrijava prodorom kroz pukotine do znatne dubine, gdje zbog blizine magme zagrijava ili zbog vulkanizma blizu zemaljske površine.
Ako se zbog visoke temperature voda pretvara u paru i prodire do površine, nastaje gejzir.
Termalna voda se koristi za grijanje, zdravstveni turizam ili za rekreaciju. 
Trenutno se najviše geotermalne energije koristi u Islandu, gdje se ljudi često mogu kupati u vrućim jezera, unatoč hladnoj klimi. Vruća voda se koristi čak i za za grijanje pločnika.
Termalni izvori se koriste za liječenje različitih bolesti kao što su uglavnom bolesti kože, na koju mineralni sastav vode može imati blagotvoran utjecaj.
Termalni izvori se koriste za liječenje od davnih antičkih vremena.
Postoje i termalni izvori ispod morske povrsine, gdje ih se naziva crni pušači. 

### Termalni izvori u Hrvatskoj
U Hrvatskoj se nalaze brojni termalni izvori. Izvor u Bizovačkim toplicama spada među najvruće u Europi.

## Galerija
- Termalni izvor u Nanki-Katsuura
- Majmuni u termalnim izvoru
- Gejsir Kamisuwa blizu Nagana.
- Termalni izvor kod grada (Oofuka(大深温泉))